# Elektrolyt-Telegraf

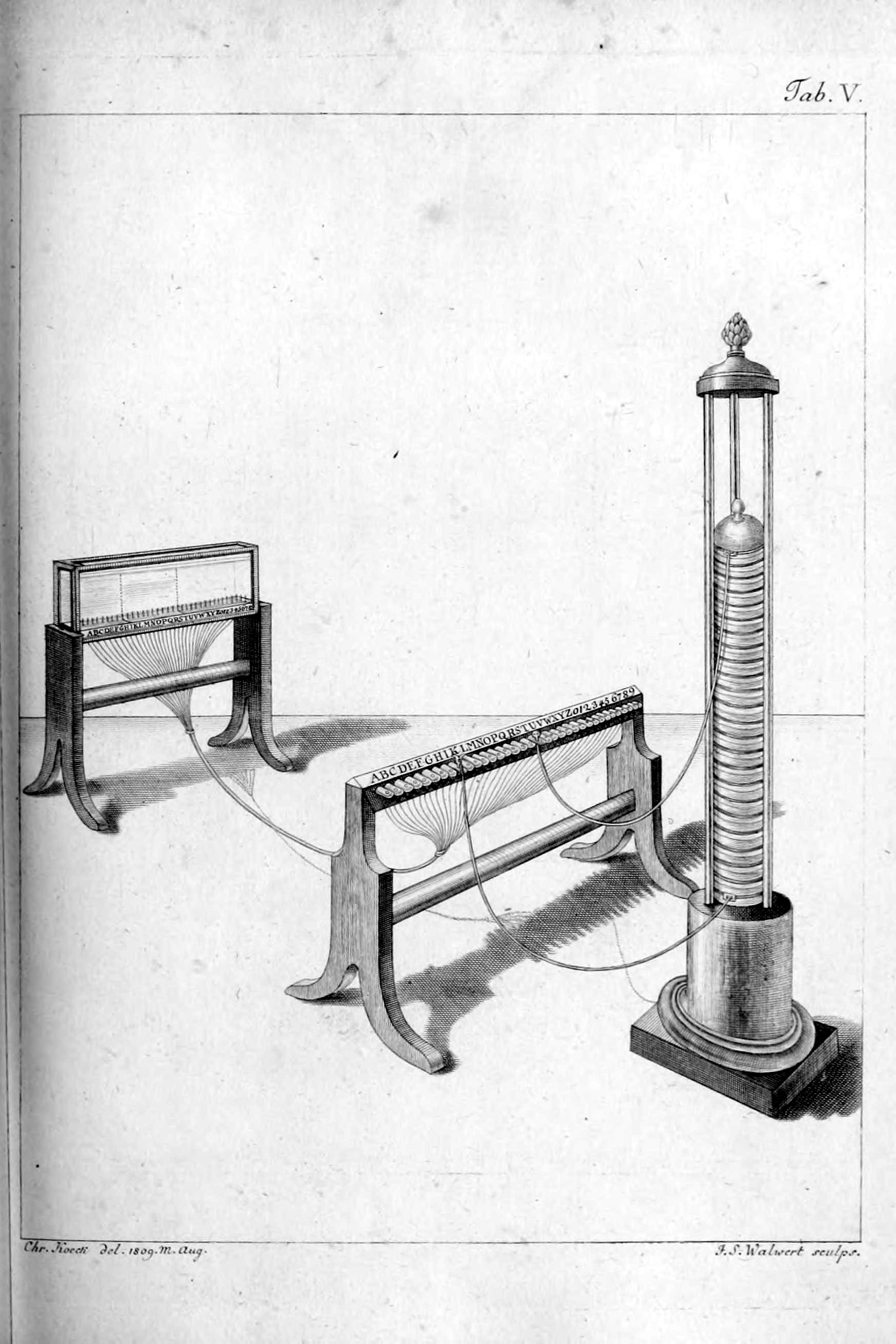
Soemmerrings elektrochemischer Telegraph:
links die Übertragungsstrecke,
rechts die als Batterie dienende Voltasche Säule (1809)

Elektrolyt-Telegrafen waren im 18. und frühen 19. Jahrhundert spezielle elektrische Telegrafen, bei denen elektrochemische Vorgänge in einem Elektrolyt zur Anzeige des elektrischen Stroms genutzt wurden.
Sie stammen aus einer Zeit, als der Elektromagnetismus noch unbekannt war. (Erst 1820 entdeckte Christian Ørsted die magnetische Wirkung des elektrischen Stromes. Die elektromagnetische Induktion wurde 1831 von Michael Faraday entdeckt.)

## Geschichte
Im Jahr 1804 baute der spanische Arzt und Erfinder Francesc Salvà i Campillo (1751–1828) einen Elektrolyt-Telegrafen mit 26 Leitungen, an deren Enden sich Glasröhrchen befanden. Die darin befindliche Flüssigkeit zersetzte sich bei einem Stromstoß durch Elektrolyse und es stiegen Gasblasen auf, die beobachtet wurden. Auf diese Weise konnten die 26 Großbuchstaben des lateinischen Alphabets übertragen werden.
Fünf Jahre später, im Jahr 1809 baute der deutsche Anatom Samuel Thomas von Soemmerring (1755–1830) in München ein ähnliches Gerät (Bild). Er erhöhte die Leitungsanzahl auf 35 und konnte auf diese Weise die 25 Großbuchstaben (A–Z ohne J) plus die zehn Ziffern (0–9) signalisieren: 
```
A B C D E F G H I K L M N O P Q R S T U V W X Y Z 0 1 2 3 4 5 6 7 8 9
```

Als Spannungsquelle diente ihm eine Voltasche Säule. Am 28. August 1809 stellte er das Gerät in Berlin den Mitgliedern der Königlichen Akademie der Wissenschaften vor. Sobald auf der Senderseite elektrische Spannung an zwei Drähte angelegt wurde, stiegen auf der Empfangsseite an zwei Stellen Blasen auf. An dem einen Pol waren es mehr, an dem anderen weniger. So konnten zwei Zeichen zugleich übertragen werden.
Das Gerät wurde niemals praktisch eingesetzt. Er nahm es später mit nach Frankfurt am Main, wo es sich bis 1905 im Besitz des Physikalischen Vereins befand. Heute steht das originale Gerät im Deutschen Museum in München.